# American Crime (film)
Pour les articles homonymes, voir American Crime.
Pour plus de détails, voir Fiche technique et Distribution.
American Crime est un film américain réalisé par Dan Mintz, sorti en 2004.

## Synopsis
Après que deux employées d'un club de striptease qui avaient disparu, sont retrouvées mortes, 
une équipe de reporters déterre une cassette mystérieuse, qui montre les femmes suivies et assassinées par l'homme qui filme.

## Fiche technique
- Titre : American Crime
- Réalisation : Dan Mintz
- Scénario : Jack Moore et Jeff Ritchie
- Production : Jeff Ritchie et Wu Bing
- Société de production : Silent Road Productions LLC
- Musique : Kurt Oldman
- Photographie : Dan Mintz
- Montage : Todd E. Miller
- Décors : Mara A. Spear
- Costumes : Mandi Line
- Pays d'origine :  États-Unis
- Format : Couleurs - 2,35:1 - Dolby Digital - 35 mm
- Genre : Thriller
- Durée : 93 minutes (1 h 33)
- Dates de sortie : 6 avril 2004 (sortie vidéo  Espagne), 28 avril 2004 ( États-Unis), 13 janvier 2005 ( France)

## Distribution
- Annabella Sciorra (V. F. : Ivana Coppola) : Jane Berger
- Cary Elwes (V. F. : Nicolas Marié) : Albert Bodine
- Kip Pardue (V. F. : Fabrice Josso) : Rob Latrobe
- Rachael Leigh Cook (V. F. : Laura Blanc) : Jesse St. Claire
- Cyia Batten : Alice Prescott
- Wade Williams : Mack Jones
- Michael O'Neill : le shérif Smyth
- Kai Lennox : Slim
- Billy Rieck (V. F. : Julien Kramer) : Tom
- Frankie Ray : Richard
- Kim Robillard (V. F. : Patrice Dozier) : Harry
- Dennis Delsing : le sergent Padgett
- Oliver Adams : Bobby
- Jonathan Jones : Dean
- Carl Michael Lindner : Donny
- Kevin Cooney : monsieur Corpach
- Tripp Law : Mitchell
- Carlos Palomino : Phillby
- Shelley Phillips : Carol
- Julie Cialini : Diana Cox
- Amy Arce : Linda Mitchell

Source et légende : Version française (V. F.) sur AlloDoublage

## Autour du film
- Le tournage s'est déroulé à Los Angeles et Topeka.
- Les scénaristes Jack Moore et Jeff Ritchie avaient déjà travaillé sur Cookers (2001), premier film du réalisateur Dan Mintz.